# Il mercante di schiave
Il mercante di schiave (z.D. Der Sklavinnenhändler) ist ein italienischer Liebesfilm aus dem Jahr 1942. Die Hauptrollen spielten Enzo Fiermonte und Annette Bach.

## Handlung
Nordafrika. Der algerische Barbaresken-Korsar Ali und seine Geschäftspartner verkaufen auf dem Markt die neuesten von Ali erbeuteten Sklavinnen. Sie planen ihren nächsten Überfall an den Küsten des Tyrrhenischen Meeres. Auf einer italienischen Insel lebt die junge Fiamma, die schöne und stolze Tochter eines Fischers. Eines Nachts wird Alarm geschlagen, als ein Korsarenschiff gesichtet wird, die Bewohner des Dorfes fliehen, Fiamma entzündet ein Leuchtsignal, wobei sie von Ali überrascht wird. Als er die schöne Frau entdeckt, begehrt und vergewaltigt er sie, wird jedoch kurz darauf selbst von den Bewohnern der Insel gefangen genommen.
Fiamma leidet unter ihrer Vergewaltigung, fühlt sich jedoch gleichzeitig zu Ali hingezogen. Sie befreit ihn und verhilft ihm zur Flucht von der Insel. Bald darauf stellt sie fest, dass sie schwanger ist. Von der Dorfgemeinschaft wird sie schandhaft wegen ihres Verrates und der Schwangerschaft verstoßen und muss in einer Hütte leben, wo sie später ihr Kind zur Welt bringt.  
Ali seinerseits kehrt nach Nordafrika zurück, wobei ihn Fiammas Hilfe innerlich verändert hat. Unerwartet erfährt er die Wahrheit über seine eigene Herkunft: Er wurde auf der Insel geboren, die er geplündert hatte, und dann, als Kind von Korsaren entführt und von Muslimen aufgezogen. Von Nostalgie und dem Wunsch gepackt, Fiamma wiederzusehen, kehrt Ali auf die Insel zurück zu ihr, doch wird er entdeckt und ein Kopfgeld auf ihn ausgesetzt. Zwar gelingt es Ali und Fiamma mit ihrem Kind zu fliehen, doch werden sie von den Dorfbewohnern verfolgt. 
Ali wird von einem pestartigen Fieber befallen, sein Zustand verschlechtert sich dramatisch. Sie suchen Zuflucht in einer kleinen Kirche und werden von einem Mönch getraut. Ali liegt im Sterben, als die Dorfbewohner in die Kirche stürmen, um ihn festzunehmen. Als Ali seinem Leiden erliegt und Fiamma um ihn trauert, ziehen sie sich zurück.

## Kritiken
„[...] Der erste Teil erinnert an Rudolph Valentinos Wüstenfilme und ist der lebhafteste und farbenfrohste, wenn auch fatal konventionell. Danach wird der Film zu melodramatisch und langatmig und macht den Eindruck, als wolle er nie enden. Eher mittelmäßiges Schauspiel. [...]“ (S.De Feo, ‚Il Messaggero‘, 29.4.1942).